# Mercedes-Benz Clase CL
El Mercedes-Benz Clase CL fue un automóvil de lujo de gran turismo producido por el fabricante alemán Mercedes-Benz entre 1996 y 2013, sucedido por el Clase S Coupé. Fue el cupé más grande de la marca, que sustituyó a la variante cupé de la generación W140 del Mercedes-Benz Clase S. Existieron dos generaciones del CL, denominadas internamente C215 y C216 y lanzadas al mercado en los años 2000 y 2007 respectivamente, que comparten elementos estructurales con las generaciones W220 y W221 del Clase S.
El CL es un cuatro plazas con motor delantero longitudinal y tracción trasera. Todas sus motorizaciones son de gasolina. Sus competidores directos fueron el Aston Martin DB9, el Bentley Continental GT y el Ferrari 612 Scaglietti.

## Primera generación (C140, 1992-1999)

### Motorizaciones
| Periodo                        | 1994-1996                                             | 1996-1998                            | 1992-1993                            | 1993-1996                                             | 1996-1998                            | 1992-1993                            | 1993-1996                                             | 1996-1998                            |
| Identificación del motor       | M 119 E 42                                            | M 119 E 42                           | M 119 E 50                           | M 119 E 50                                            | M 119 E 50                           | M 120 E 60                           | M 120 E 60                                            | M 120 E 60                           |
| Tipo de motor                  | V8 32v                                                | V8 32v                               | V8 32v                               | V8 32v                                                | V8 32v                               | V12 48v                              | V12 48v                                               | V12 48v                              |
| Diámetro x carrera             | 92.0 mm × 78.9 mm                                     | 92.0 mm × 78.9 mm                    | 96.5 mm × 85.0 mm                    | 96.5 mm × 85.0 mm                                     | 96.5 mm × 85.0 mm                    | 89.0 mm × 80.2 mm                    | 89.0 mm × 80.2 mm                                     | 89.0 mm × 80.2 mm                    |
| Cilindrada                     | 4196 cm³                                              | 4196 cm³                             | 4973 cm³                             | 4973 cm³                                              | 4973 cm³                             | 5987 cm³                             | 5987 cm³                                              | 5987 cm³                             |
| Relación de compresión         | 11.0: 1                                               | 11.0: 1                              | 10.0: 1                              | 10.0: 1                                               | 10.0: 1                              | 10.0: 1                              | 10.0: 1                                               | 10.0: 1                              |
| Potencia máxima: CV (kW) @ rpm | 279 CV (205 kW) @ 5700                                | 279 CV (205 kW) @ 5700               | 320 CV (235 kW) @ 5600               | 320 CV (235 kW) @ 5600                                | 320 CV (235 kW) @ 5600               | 394 CV (290 kW) @ 5200               | 394 CV (290 kW) @ 5200                                | 394 CV (290 kW) @ 5200               |
| Par máximo: Nm @ rpm           | 400 Nm @ 3900                                         | 400 Nm @ 3900                        | 470 Nm @ 3900                        | 470 Nm @ 3900                                         | 470 Nm @ 3900                        | 570 Nm @ 3800                        | 570 Nm @ 3800                                         | 570 Nm @ 3800                        |
| Tracción                       | Trasera                                               | Trasera                              | Trasera                              | Trasera                                               | Trasera                              | Trasera                              | Trasera                                               | Trasera                              |
| Transmisión                    | Automática, 4 velocidades / Automática, 5 velocidades | Automática, 5 velocidades            | Automática, 4 velocidades            | Automática, 4 velocidades / Automática, 5 velocidades | Automática, 5 velocidades            | Automática, 4 velocidades            | Automática, 4 velocidades / Automática, 5 velocidades | Automática, 5 velocidades            |
| Peso                           | 2080 kg                                               | 2080 kg                              | 2080 kg                              | 2080 kg                                               | 2080 kg                              | 2180 kg                              | 2180 kg                                               | 2180 kg                              |
| Aceleración 0–100 km/h         | 8.3 s                                                 | 8.5 s                                | 7.2 s                                | 7.2 s                                                 | 7.2 s                                | 6.6 s                                | 6.6 s                                                 | 6.6 s                                |
| Velocidad máxima               | 250 km/h (Limitada electrónicamente)                  | 250 km/h (Limitada electrónicamente) | 250 km/h (Limitada electrónicamente) | 250 km/h (Limitada electrónicamente)                  | 250 km/h (Limitada electrónicamente) | 250 km/h (Limitada electrónicamente) | 250 km/h (Limitada electrónicamente)                  | 250 km/h (Limitada electrónicamente) |
| Consumo combinado (L/100 km)   | 12.5                                                  | 11.5                                 | 13.2                                 | 13.2                                                  | 12.2                                 | 15.4                                 | 15.4                                                  | 14.2                                 |
| Normativa anticontaminación    | Euro 1                                                | Euro 2                               | Euro 1                               | Euro 1                                                | Euro 2                               | Euro 1                               | Euro 1                                                | Euro 2                               |

## Segunda generación (C215, 1999-2006)

### Motorizaciones
| Periodo                        | 1999-2006                                             | 1999-2002                            | 2002-2006                            | 1999-2002                            | 2002-2006                            | 2001-2002                            | 2003-2006                            |
| Identificación del motor       | M 113 E 50                                            | M 113 E 55                           | M 113 E 55 ML                        | M 137 E 58                           | M 275 E 55 AL                        | M 137 E 63                           | M 275 E 60 AL                        |
| Tipo de motor                  | V8 24v                                                | V8 24v                               | V8 24v, compresor, intercooler       | V12 36v                              | V12 36v, biturbo, intercooler        | V12 36v                              | V12 36v, biturbo, intercooler        |
| Diámetro x carrera             | 97.0 mm × 84.1 mm                                     | 97.0 mm × 92.0 mm                    | 97.0 mm × 92.0 mm                    | 84.0 mm × 87.0 mm                    | 82.0 mm × 87.0 mm                    | 84.5 mm × 93.0 mm                    | 82.6 mm × 93.0 mm                    |
| Cilindrada                     | 4966 cm³                                              | 5439 cm³                             | 5439 cm³                             | 5786 cm³                             | 5513 cm³                             | 6258 cm³                             | 5980 cm³                             |
| Relación de compresión         | 10.0: 1                                               | 11.0: 1                              | 9.0: 1                               | 10.0: 1                              | 9.0: 1                               | 10.0: 1                              | 9.0: 1                               |
| Potencia máxima: CV (kW) @ rpm | 306 CV (225 kW) @ 5600                                | 360 CV (265 kW) @ 5500               | 500 CV (368 kW) @ 6100               | 367 CV (270 kW) @ 5500               | 500 CV (368 kW) @ 5000               | 444 CV (326 kW) @ 5500               | 612 CV (450 kW) @ 4800-5100          |
| Par máximo: Nm @ rpm           | 460 Nm @ 2700-4250                                    | 530 Nm @ 3150                        | 700 Nm @ 2750-4000                   | 530 Nm @ 4250                        | 800 Nm @ 1800-3500                   | 620 Nm @ 4400                        | 1000 Nm @ 2000-4000                  |
| Tracción                       | Trasera                                               | Trasera                              | Trasera                              | Trasera                              | Trasera                              | Trasera                              | Trasera                              |
| Transmisión                    | Automática, 5 velocidades / Automática, 7 velocidades | Automática, 5 velocidades            | Automática, 5 velocidades            | Automática, 5 velocidades            | Automática, 5 velocidades            | Automática, 5 velocidades            | Automática, 5 velocidades            |
| Peso                           | 1790 kg                                               | 1790 kg                              | 1820 kg                              | 1880 kg                              | 2000 kg                              | 1880 kg                              | 2080 kg                              |
| Aceleración 0–100 km/h         | 6.3 s                                                 | 6.0 s                                | 4.8 s                                | 6.1 s                                | 4.8 s                                | 5.5 s                                | 4.2 s                                |
| Velocidad máxima               | 250 km/h (Limitada electrónicamente)                  | 250 km/h (Limitada electrónicamente) | 250 km/h (Limitada electrónicamente) | 250 km/h (Limitada electrónicamente) | 250 km/h (Limitada electrónicamente) | 250 km/h (Limitada electrónicamente) | 250 km/h (Limitada electrónicamente) |
| Consumo combinado (L/100 km)   | 12.1                                                  | 13.4                                 | 13.2                                 | 13.3                                 | 14.7                                 | 14.4                                 | 14.9                                 |

## Tercera generación (C216, 2006-2013)

### Motorizaciones
| Periodo                        | 2006-2010                            | 2010-2013                                       | 2006-2010                            | 2010-2013                                       | 2006-2010                            | 2010-2013                            | 2006-2010                            | 2010-2013                            |
| Identificación del motor       | M 273 KE 55                          | M 278 DE 46 AL                                  | M 156 E 63                           | M 157 DE 55 AL                                  | M 275 E 55 AL                        | M 275 E 55 AL                        | M 275 E 60 AL                        | M 275 E 60 AL                        |
| Tipo de motor                  | V8 32v                               | V8 32v, inyección directa, biturbo, intercooler | V8 32v                               | V8 32v, inyección directa, biturbo, intercooler | V12 36v, biturbo, intercooler        | V12 36v, biturbo, intercooler        | V12 36v, biturbo, intercooler        | V12 36v, biturbo, intercooler        |
| Diámetro x carrera             | 98.0 mm × 90.5 mm                    | 92.9 mm × 86.0 mm                               | 102.2 mm × 94.6 mm                   | 98.0 mm × 90.5 mm                               | 82.0 mm × 87.0 mm                    | 82.0 mm × 87.0 mm                    | 82.6 mm × 93.0 mm                    | 82.6 mm × 93.0 mm                    |
| Cilindrada                     | 5461 cm³                             | 4663 cm³                                        | 6208 cm³                             | 5461 cm³                                        | 5513 cm³                             | 5513 cm³                             | 5980 cm³                             | 5980 cm³                             |
| Relación de compresión         | 10.7: 1                              | 10.5: 1                                         | 11.3: 1                              | 10.0: 1                                         | 9.0: 1                               | 9.0: 1                               | 9.0: 1                               | 9.0: 1                               |
| Potencia máxima: CV (kW) @ rpm | 388 CV (285 kW) @ 6000               | 435 CV (320 kW) @ 5250                          | 525 CV (386 kW) @ 6800               | 544 CV (400 kW) @ 5500 571 CV (420 kW) @ 5500   | 517 CV (380 kW) @ 5500               | 517 CV (380 kW) @ 5500               | 612 CV (450 kW) @ 4800-5100          | 630 CV (463 kW) @ 4800               |
| Par máximo: Nm @ rpm           | 530 Nm @ 2800-4800                   | 700 Nm @ 1800-3500                              | 630 Nm @ 5200                        | 800 / 900 Nm @ 2000-4500                        | 830 Nm @ 1900-3500                   | 830 Nm @ 1800-3500                   | 1000 Nm @ 2000-4000                  | 1000 Nm @ 2300-4300                  |
| Tracción                       | Trasera / Total (4MATIC)             | Trasera / Total (4MATIC)                        | Trasera                              | Trasera                                         | Trasera                              | Trasera                              | Trasera                              | Trasera                              |
| Transmisión                    | Automática, 7 velocidades            | Automática, 7 velocidades                       | Automática, 7 velocidades            | Automática, 7 velocidades                       | Automática, 5 velocidades            | Automática, 5 velocidades            | Automática, 5 velocidades            | Automática, 5 velocidades            |
| Peso                           | 1920 kg                              | 2010 kg                                         | 2010 kg                              | 2010 kg                                         | 2110 kg                              | 2110 kg                              | 2165 kg                              | 2170 kg                              |
| Aceleración 0–100 km/h         | 5.4 s                                | 4.9 s                                           | 4.6 s                                | 4.5-4.4 s                                       | 4.6 s                                | 4.6 s                                | 4.4 s                                | 4.4 s                                |
| Velocidad máxima               | 250 km/h (Limitada electrónicamente) | 250 km/h (Limitada electrónicamente)            | 250 km/h (Limitada electrónicamente) | 250 km/h (Limitada electrónicamente)            | 250 km/h (Limitada electrónicamente) | 250 km/h (Limitada electrónicamente) | 250 km/h (Limitada electrónicamente) | 250 km/h (Limitada electrónicamente) |
| Consumo combinado (L/100 km)   | 12.3                                 | 9.5-9.9                                         | 14.9                                 | 10.5                                            | 14.3                                 | 13.8                                 | 14.8                                 | 14.3                                 |
| Normativa anticontaminación    | Euro 4                               | Euro 5                                          | Euro 4                               | Euro 5                                          | Euro 4                               | Euro 5                               | Euro 4                               | Euro 5                               |